# موسیقی بازی تاج‌وتخت

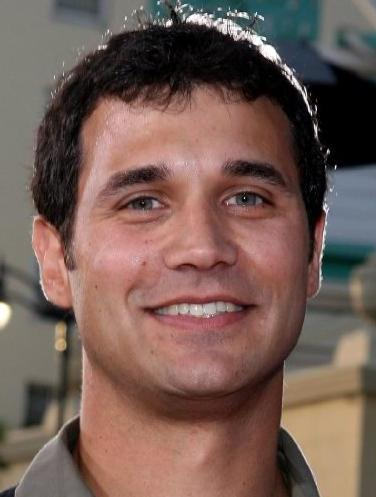
رامین جوادی اهنگساز ایرانی سریال بازی تاج و تخت

موسیقی سریال فانتزی بازی تاج‌وتخت توسط رامین جوادی ساخته شده‌است. این موسیقی عمدتاً غیرنقلی، سازی و با اجرای گاه به گاه آوازی است و برای حمایت موسیقایی شخصیت‌ها و زمینه‌های سریال ساخته شده‌است. این موسیقی دارای زمینه‌های مختلفی است که برجسته‌ترین آن‌ها «تم عنوان اصلی» است که دنباله عنوان سریال را همراهی می‌کند. در هر فصل یک آلبوم موسیقی متن منتشر می‌شد. موسیقی این نمایش برنده جوایز متعددی از جمله جایزه امی برای آهنگسازی برجسته موسیقی برای یک سریال در سال‌های ۲۰۱۸ و ۲۰۱۹ شده‌است.
مجموعه‌ای از کنسرت‌ها با اجرای موسیقی بازی تاج‌وتخت، تجربه کنسرت زنده بازی تاج‌وتخت با آهنگسازی رامین جوادی، در سال‌های ۲۰۱۷–۲۰۱۸ برگزار شد. این کنسرت ابتدا در سینت پال، مینه‌سوتا اجرا شد، سپس به تورهای سراسری در ایالات متحده، کانادا و اروپا رفت. به دنبال آن یک تور جهانی از ماه می ۲۰۱۸ در مادرید آغاز شد.
موسیقی بازی تاج‌وتخت الهام بخش بسیاری از نسخه‌های جلد شده‌است. تم عنوان اصلی از محبوبیت خاصی برخوردار است. همچنین به‌طور قطعی بازخوانی‌های غیر قرون وسطایی از آهنگ‌های رمان‌های منبع سریال توسط گروه‌های مستقل وجود دارد. به گفته وایرد، این اقتباس‌ها باعث جلب توجه این سریال در رسانه‌هایی می‌شود که معمولاً آن را پوشش نمی‌دهند، اما به دلیل شایستگی‌های موسیقایی مستقل از سریال نیز قابل توجه هستند.

## انتشار
در هر فصل، یک آلبوم موسیقی متن از موسیقی استفاده شده در آن فصل در اواخر فصل منتشر می‌شد. دو نسخه اول توسط وارسه سارابانده منتشر شد، در حالی که تمام نسخه‌های بعدی توسط واترتاور موزیک منتشر شد. نوارهای میکس نیز در سال‌های ۲۰۱۴ و ۲۰۱۵ پیش از شروع فصل چهارم و پنجم به ترتیب منتشر شدند و به صورت دانلود رایگان برای تبلیغ فصل در دسترس بودند.

### موسیقی متن
| سال  | عنوان               | آهنگساز     | منبع   |
| ---- | ------------------- | ----------- | ------ |
| ۲۰۱۱ | بازی تاج‌وتخت: فصل ۱ | رامین جوادی | [ ۶ ]  |
| ۲۰۱۲ | بازی تاج‌وتخت: فصل ۲ | رامین جوادی | [ ۷ ]  |
| ۲۰۱۳ | بازی تاج‌وتخت: فصل ۳ | رامین جوادی | [ ۸ ]  |
| ۲۰۱۴ | بازی تاج‌وتخت: فصل ۴ | رامین جوادی | [ ۹ ]  |
| ۲۰۱۵ | بازی تاج‌وتخت: فصل ۵ | رامین جوادی | [ ۱۰ ] |
| ۲۰۱۶ | بازی تاج‌وتخت: فصل ۶ | رامین جوادی | [ ۱۱ ] |
| ۲۰۱۷ | بازی تاج‌وتخت: فصل ۷ | رامین جوادی | [ ۱۲ ] |
| ۲۰۱۹ | بازی تاج‌وتخت: فصل ۸ | رامین جوادی | [ ۱۳ ] |
| ۲۰۲۲ | خاندان اژدها: فصل ۱ | رامین جوادی | [ ۱۴ ] |

## جوایز و نامزدی‌ها
| سال  | جایزه                                                    | دسته                                                          | نامزدی(ها)          | نتیجه    | منبع   |
| ---- | -------------------------------------------------------- | ------------------------------------------------------------- | ------------------- | -------- | ------ |
| ۲۰۱۱ | انجمن بین‌المللی منتقدان موسیقی فیلم                      | بهترین موسیقی متن برای یک سریال تلویزیونی                     |                     | نامزدشده | [ ۱۵ ] |
| ۲۰۱۲ | جوایز انجمن آهنگسازان، پدیدآوران و ناشران آمریکا         | برترین سریال‌های تلویزیونی                                     |                     | برنده    | [ ۱۶ ] |
| ۲۰۱۳ | جوایز انجمن آهنگسازان، پدیدآوران و ناشران آمریکا         | برترین سریال‌های تلویزیونی                                     |                     | برنده    | [ ۱۷ ] |
| ۲۰۱۳ | انجمن بین‌المللی منتقدان موسیقی فیلم                      | بهترین موسیقی متن برای یک سریال تلویزیونی                     |                     | نامزدشده | [ ۱۸ ] |
| ۲۰۱۴ | شصت و ششمین دوره جوایز امی هنرهای خلاقانه ساعات پربیننده | آهنگسازی برجسته موسیقی برای یک سریال (آهنگ اورجینال دراماتیک) | قسمت: «کوه و افعی»  | نامزدشده | [ ۱۹ ] |
| ۲۰۱۴ | جایزه موسیقی هالیوود                                     | بهترین موسیقی اورجینال – نمایش تلویزیونی/سریال دیجیتال        |                     | نامزدشده | [ ۲۰ ] |
| ۲۰۱۶ | جوایز موسیقی متن جهانی                                   | آهنگساز سال تلویزیون                                          | رامین جوادی         | نامزدشده | [ ۲۱ ] |
| ۲۰۱۶ | انجمن بین‌المللی منتقدان موسیقی فیلم                      | بهترین موسیقی متن برای یک سریال تلویزیونی                     |                     | برنده    | [ ۲۲ ] |
| ۲۰۱۶ | انجمن بین‌المللی منتقدان موسیقی فیلم                      | آهنگسازی موسیقی فیلم سال                                      | ترانه: «نور هفت»    | نامزدشده | [ ۲۳ ] |
| ۲۰۱۸ | شصتمین مراسم جایزه گرمی                                  | بهترین موسیقی متن برای رسانه‌های تصویری                        | بازی تاج‌وتخت: فصل ۷ | نامزدشده | [ ۲۴ ] |
| ۲۰۱۸ | هفتادمین دوره جوایز امی هنرهای خلاقانه ساعات پربیننده    | آهنگسازی برجسته موسیقی برای یک سریال (آهنگ اورجینال دراماتیک) | قسمت: «اژدها و گرگ» | برنده    | [ ۲۵ ] |
| ۲۰۱۹ | هفتاد و یکمین جوایز امی ساعات پربیننده                   | آهنگسازی برجسته موسیقی برای یک سریال (آهنگ اورجینال دراماتیک) | قسمت: «شب دراز»     | برنده    |        |
| ۲۰۲۰ | شصت و دومین مراسم جایزه گرمی                             | بهترین موسیقی متن برای رسانه‌های تصویری                        | بازی تاج‌وتخت: فصل ۸ | نامزدشده |        |